# AIK
アールメンナ・イードロッツクルッベン (Allmänna Idrottsklubben)、通称 AIK (アー・イー・コー) は、スウェーデン・ストックホルムのノールマルム区で結成され、現在ソルナに本拠地を置く総合スポーツクラブである。2014年時点で会員数は18000人を数える。1891年、図書館通り8番 (Biblioteksgatan 8) にて結成、創設者・初代会長はイシドル・ベーレンス。「公共・総合スポーツクラブ」の名称は、知りうる全てのスポーツをプレーすべきだという理念から考え出された 1937年からソルナのロースンダ・フットボールススタディオンにクラブオフィスを置いている。
クラブは多数のセクションを保有するが、特に大きな成功を収めているのは、サッカー部門AIKフットボールとアイスホッケー部門AIKイースホッケーで、それぞれスウェーデン王者12回・7回の実績を持つ。ほかに、バンディとフロアボール部門も国内制覇したことがある。

## 部門一覧

### 現存する部門
- サッカー – AIKフットボール / AIKフットボール (女子)（スウェーデン語版）
- アイスホッケー – AIKアイスホッケー（スウェーデン語版） / AIKアイスホッケー (女子)（スウェーデン語版）
- ハンドボール – AIKハンドボール（スウェーデン語版） / AIK Handboll Damer (女子)
- バンディ – AIKバンディ（スウェーデン語版） och AIK Innebandy Damer (女子)
- ボウリング – AIKボウリング（スウェーデン語版） / AIK Bowling Damer (女子)
- 陸上競技 - AIKフリーイードロット（スウェーデン語版）
- ゴルフ – AIKゴルフ（スウェーデン語版）
- ペタンク – AIK Boule
- バスケットボール – AIK Basket
- ボクシング – AIK Boxning Stockholm
- レスリング – AIK Brottning
- アメリカンフットボール – AIKアメリカンスク・フットボール（スウェーデン語版）
- 車いすバスケットボール – AIK Rullstols-Basket
- ダーツ – AIK Dart
- eFotboll – AIK eFotboll
- eHockey – AIK Hockey eSport